# Roaring Springs, Texas
Roaring Springs là một thị trấn thuộc quận Motley, tiểu bang Texas, Hoa Kỳ. Năm 2010, dân số của thị trấn này là 234 người.

## Dân số
- Dân số năm 2000: 265 người.
- Dân số năm 2010: 234 người.